# Vučko
Vučko (literalmente "Lobito", de vučko = diminutivo de vuk, en serbocroata "lobo") fue la mascota oficial de los Juegos Olímpicos de Invierno de 1984, que se celebraron en Sarajevo (República Socialista de Bosnia-Herzegovina, Yugoslavia). Se trata de un animal muy común en los bosques de los Alpes Dináricos y muy presente en el folclore yugoslavo.
Vučko fue diseñado por el pintor esloveno Jože Trobec y fue elegido por votación entre los lectores de los principales periódicos y revistas yugoslavos. Pasó a final junto a otras cinco mascotas: una bola de nieve, un rebeco, un cordero, un erizo y una comadreja. Un total de 836 artistas presentaron sus propuestas.
Vučko llevaba un pañuelo rojo al cuello y un par de esquís rojos al hombro. Se hizo reconocible en todo el mundo por el hecho de que todas las retransmisiones de los Juegos comenzaban con una breve animación en la que Vučko aullaba "¡Sarajevooo!". La voz se la prestó el cantante Zdravko Čolić. Según el COI, el carácter amigable de la mascota contribuyó a que el lobo se deshiciera de su mala imagen en la región como animal temible y sanguinario.
También tuvo una tira cómica que se publicó en varios periódicos yugoslavos, creada por Nedeljko Dragić.
Su imagen se comercializó en una amplia gama de productos, como peluches y pins.